# Потреба
Потреба је један од важних динамичких појмова који означава стање физиолошког, психолошког или социјалног недостатка неопходног за функционисање организма, као и тежња да се незадовољавајуће стање превазиђе достизањем одговарајућег циља. Потреба може бити органске, психолошке и социјалне природе. Од социјалних потреба, најважније су потреба за сигурношћу, потреба за љубављу, потреба за другим људима, потреба за признањем, за личним идентитетом итд.